# Steinweiler
Steinweiler település Németországban, Rajna-vidék-Pfalz tartományban. Lakosainak száma 1977 fő (2023. december 31.).

## Népesség
A település népességének változása:
| Lakosok száma | 1550 | 1995 | 1957 | 1963 | 1977 | 1977 |
|               | 1975 | 2017 | 2019 | 2021 | 2022 | 2023 |